# Šumenská oblast
Šumenská oblast (bulharsky Област Шумен) je jedna z oblastí Bulharska. Leží na severovýchodě země a jejím správním střediskem je Šumen.

## Charakter oblasti
Oblast je vnitrozemská, nehraničí s žádným jiným státem, pouze s dalšími oblastmi země; těmi jsou Silisterská oblast na severu, Dobričská oblast na severovýchodě, Varenská oblast na východě, Burgaská a Slivenská oblast na jihu, Targovišťská oblast na západě a Razgradská oblast na severozápadě. Má severojižní tvar, správní středisko leží zhruba uprostřed. Na severu je její území rovinaté, na jihu se pak mírně zvedá do pohoří Lisa Planina. Největší řekou, která tudy protéká do Černého moře, je Kamčija. Šumen je jediným větším městem v oblasti, má tak dominantní postavení. Přestože jím prochází železniční trat, hlavní uzel celé oblasti je ale u malého města Novi Pazar. Silniční síť je zde řídká a je ve velmi špatném stavu. Na území oblasti je zprovozněno 35 km dálnice Chemus (A2) do Varny.

## Administrativní dělení

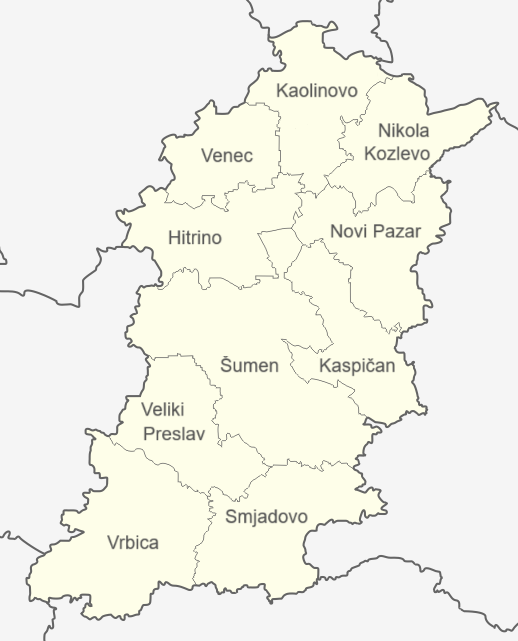
Šumenská oblast

Oblast se děli na 10 obštin.
| Obština - Chitrino - Kaolinovo - Kaspičan - Nikola Kozlevo - Novi Pazar - Smjadovo - Šumen - Vărbica - Veliki Preslav - Venec | Sídlo - Chitrino - Kaolinovo - Kaspičan - Nikola Kozlevo - Novi Pazar - Smjadovo - Šumen - Vărbica - Veliki Preslav - Venec |

## Města
Správním střediskem oblasti je Šumen, kromě sídelních měst jednotlivých obštin, přičemž Chitrino, Nikola Kozlevo a Venec městem nejsou, se zde nachází město Pliska.

## Obyvatelstvo
K 15. prosinci 2024 v oblasti žilo 194 717 obyvatel a bylo zde trvale hlášeno 234 753 obyvatel. Podle sčítání 7. září 2021 bylo národnostní složení následující:
- Bulhaři: 81 907 (58.5 %)
- Turci: 44 263 (31.6 %)
- Romové: 11 268 (8.0 %)
- ostatní[p 2]: 2 542 (1.8 %)